# Duitse militaire begraafplaats in Schwarzenbruch
De Duitse militaire begraafplaats in Schwarzenbruch is een militaire begraafplaats in de  Duitse deelstaat Rijnland-Palts, ter nagedachtenis aan omgekomen soldaten tijdens de Tweede Wereldoorlog. De begraafplaats bevindt zich nabij het dorp Schwarzenbruch in de in de gemeente Allenbach. Op de begraafplaats zijn 88 Duitse soldaten begraven, waarvan 12 ongeïdentificeerd.